# ロバート・デール
ロバート・デール（Robert Dale、1812年10月 - 1853年7月20日）は、イギリスの軍人。ヨーロッパ人としては初めて西オーストラリア州のダーリング崖を渡った探検家でもある。

## 生涯
イギリスで生まれたデールは、伯父であったウイリアム・ダイオット将軍の影響を受けてイギリス陸軍第63連隊に少尉として加わり、その後西オーストラリア州に新設されたスワン川植民地 (en) に赴任した。そこで彼は、調査隊長ジョン・セプチマス・ロウ (en) の補佐役に就いた。当時の調査隊には過大な作業負荷がかけられていたが、デールが所属した4年間に数多い探検や調査を行い、道路整備なども実行した。デールはヨーロッパ人としては初めてダーリング崖を渡り、その先に肥沃なエイボン谷 (en) を発見し、その地にヨーク (en) やノーザム (en) などの新しい町を建設した。また彼は、初めてフクロアリクイを発見し報告したヨーロッパ人ともなった。
1832年にデールは中尉に昇進したが、翌年イギリスに帰国した。その際、彼はアボリジニヌンガー族の戦士で、移民者に射殺されたイェーガンの首を持ち帰った。デールはリヴァプールに落ちついた。親戚の材木貿易に加わった彼は、後に西オーストラリアからジャラ (en) 材を輸入し、普及に努めた。1853年、デールは結核が原因で亡くなった。

## 影響

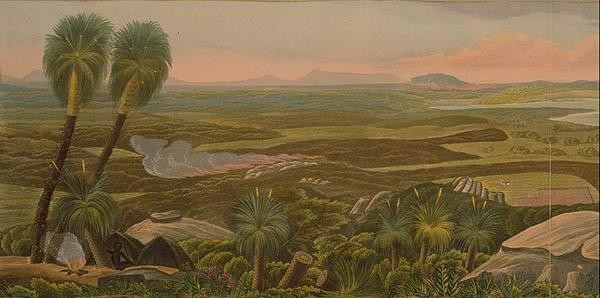
デールのスケッチを元に描かれたキング・ジョージ・サウンドのパノラマ風景画。

マンダリングダム(Mundaring Weir) の南にある丘は、ロバート・デールから名を取りデール山 (en) と呼ばれる。エイボン川 (en) の支流にも彼の名からつけられたデール川 (en) がある。

## 読書案内
注）この書物は、本項記述における参照とはされていません。
- Cook, Karen Severud (2003). “The Secret Agenda of Western Australian Explorer, Robert Dale (1809–1853)”. The Globe (54):  23–34.